# Ruzaevka
Ruzaevka (russo: Руза́евка, anche traslitterata come Ruzayevka o Ruzajevka) è una cittadina della Repubblica di Mordovia, Russia. È collocata a 25 km a sud-ovest di Saransk, sulle sponde del fiume della cittadina di Insar.
All'ultimo censimento dell'Unione Sovietica, avvenuto nel 1989, si contavano 51 034 abitanti, attualmente se ne contano 49.790.
Venne fondata come villaggio nel 1631 con il nome di "Urazaevka" (russo: Уразаевка), successivamente conosciuto con il nome Ruzaevka, ebbe lo status di paese nel 1937.